# غابة رايدون

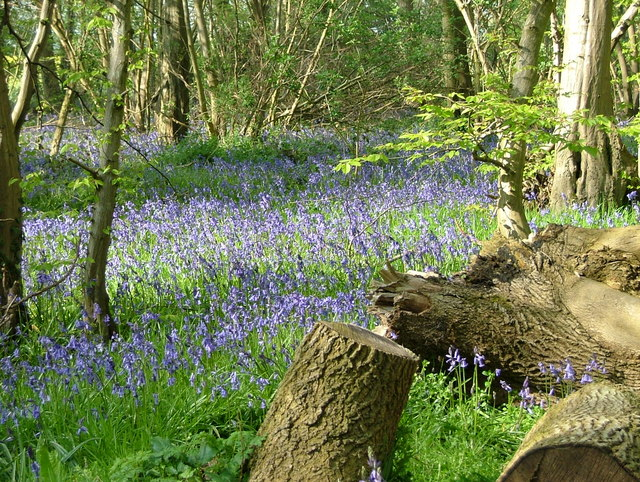

غابة رايدون هي محمية وطنية تقع بالقرب من ساوث وود في مقاطعة سوفولك في بريطانيا. سوفولك وايلدتروست  يملك ويدير هذه الغابة. تبلغ مساحتها 16 هكتار. وهي موقع للحياة البرية.